# Paweł Plehwe
Paweł von Plehwe, ros. Павел Адамович Плеве, ur. 30 maja?/11 czerwca 1850 w Pskowie, zm. 10 kwietnia 1916 w Moskwie) – generał kawalerii armii Imperium Rosyjskiego, dowódca wojskowy w czasie wojny rosyjsko tureckiej i I wojny światowej 1914 - 1918.

## Życiorys
Pochodził z rodziny szlacheckiej o niemieckich korzeniach, osiadłej w guberni petersburskiej. Edukację rozpoczął w Gimnazjum Klasycznym w Warszawie. Ukończył Nikołajewską Oficerską Szkołę Kawalerii w 1870 i rozpoczął służbę wojskową w Lejbgwardyjskim Pułku Ułanów Jego Wysokości w Warszawie. W 1877 r. ukończył Nikołajewską Akademię Sztabu Generalnego w Petersburgu. Wziął udział w wojnie rosyjsko-tureckiej 1877-1878, podczas której służył w 13 Korpusie. W l. 1878-1880 służył w armii bułgarskiej, m.in. przy bułgarskim ministrze wojny jako oficer sztabowy. Po wojnie w 1880 wrócił do Rosji. Od sierpnia 1880 do lipca 1881 dowodził szwadronem w Lejbgwardyjskim Pułku Kirasjerów Jego Wysokości w Carskim Siole, następnie na stanowiskach sztabowych. Od 26 grudnia 1890 r. dowódca Mariupolskiego Pułku Huzarów w Białymstoku, od 27 stycznia 1893 generał kwatermistrz Wileńskiego Okręgu Wojskowego, od 23 czerwca 1895 komendant Nikołajewskiej Szkoły Kawalerii w Petersburgu.
Od 30 czerwca 1899 r. dowódca 2 Dywizji Kawalerii,  od 20 listopada 1901 szef sztabu Wojska Dońskiego. Na początku zamieszek w Królestwo Polskim 7 marca 1905 r. mianowany komendantem Twierdzy Warszawa, w tym samym roku 4 lipca przeniesiony na stanowisko dowódcy 13 korpusu. Od 1906 zastępca dowódcy Wileńskiego Okręgu Wojskowego. 6 grudnia 1907 mianowany generałem kawalerii. Od 17 marca 1909 r. dowódca Moskiewskiego Okręgu Wojskowego. 
Na początku I wojny światowej Paweł Plehwe został dowódcą rosyjskiej 5 Armii mającej za zadanie odeprzeć austro-węgierskie siły atakujące z Galicji. Na przełomie listopada i grudnia 1914 uczestniczył w nierozstrzygniętej bitwie pod Łodzią. W 1915 objął dowodzenie  rosyjską 12 Armią, którą dowodził w II bitwie nad jeziorami mazurskimi (zakończonej zwycięstwem wojsk niemieckich). Następnie ponownie objął dowództwo 5 Armii, realizując zadania bojowe. Od grudnia 1915 do lutego 1916 naczelny dowódca Frontu Północnego. Z powodu pogarszającego się zdrowia w lutym 1916 roku przeniesiony w stan spoczynku i wyznaczony członkiem Rady Państwa. Zmarł tego samego roku w Moskwie.